# Палац Сансусі

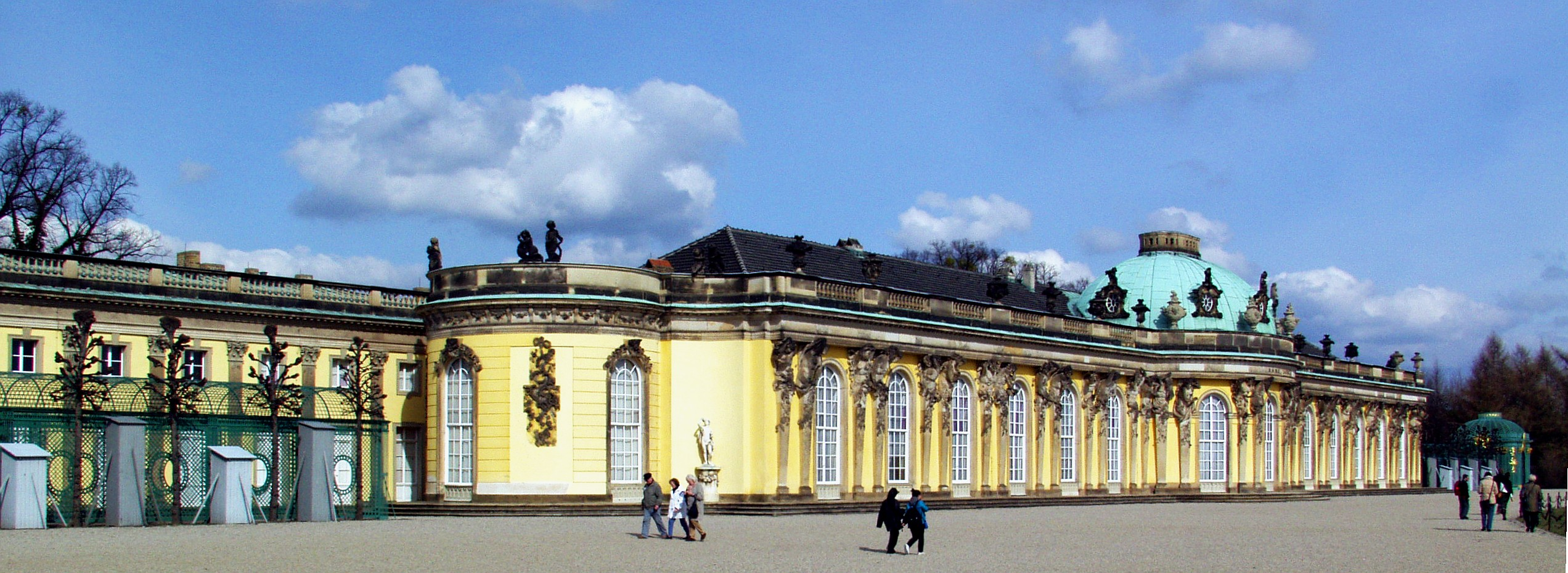
Південний фасад Сансусі

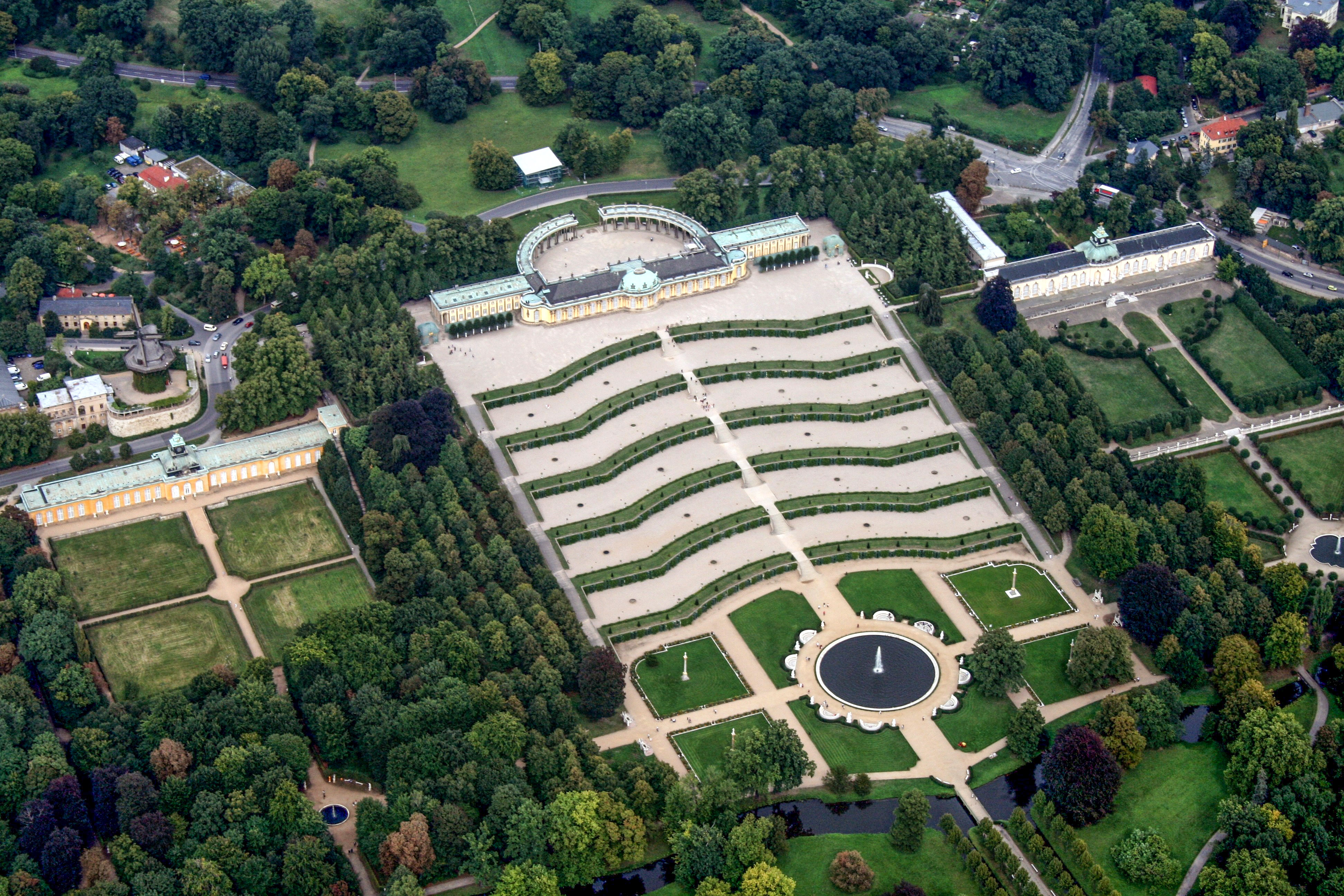
Палац Сансусі з висоти пташиного польоту

52°24′12″ пн. ш. 13°02′19″ сх. д. / 52.403257° пн. ш. 13.038626° сх. д.
Сансусі (нім. Sanssouci, від фр. sans-souci) — палац у Потсдамі, біля Берліна, колишня літня резиденція прусського короля Фрідріха II.

## Загальні відомості

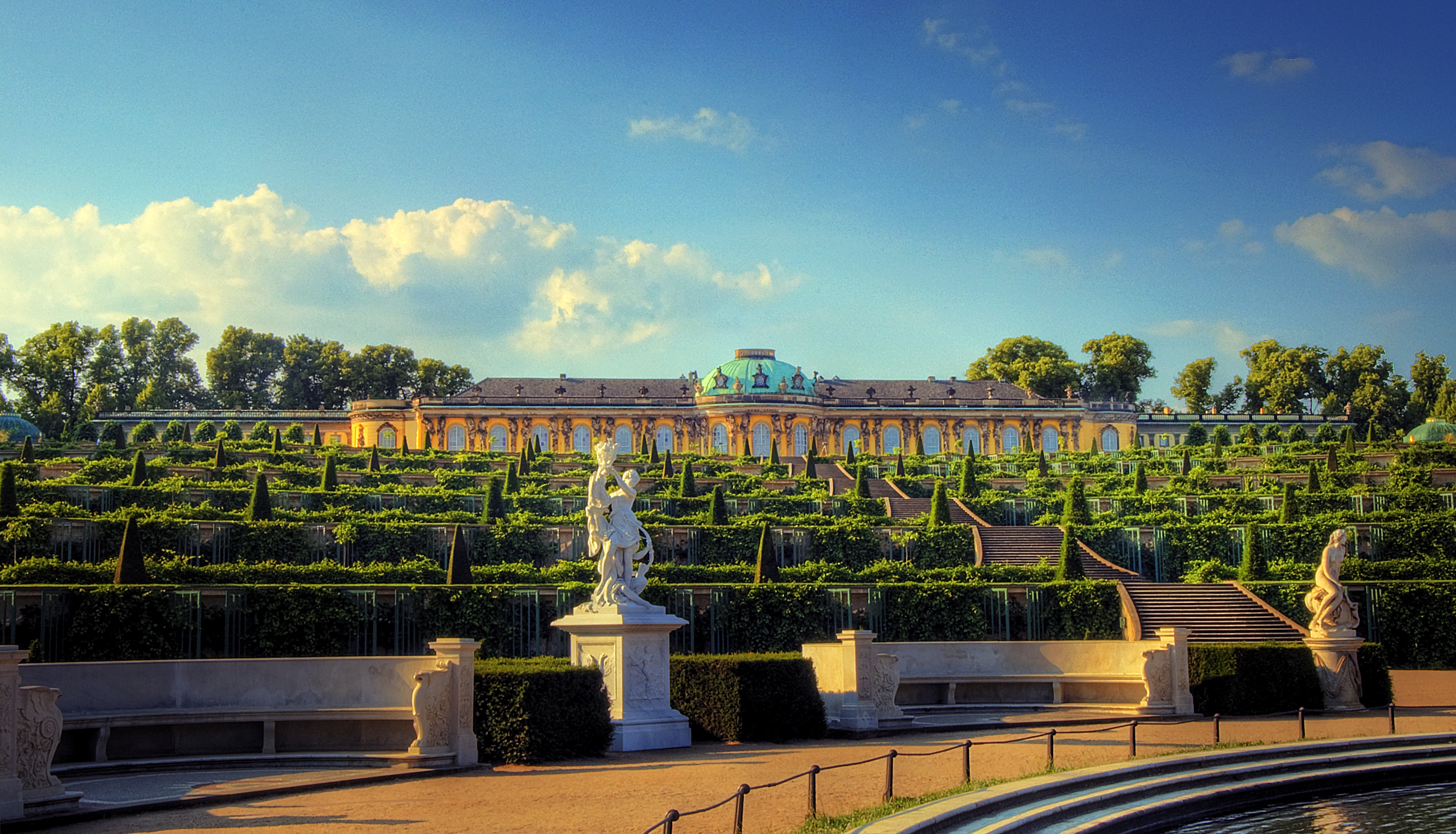
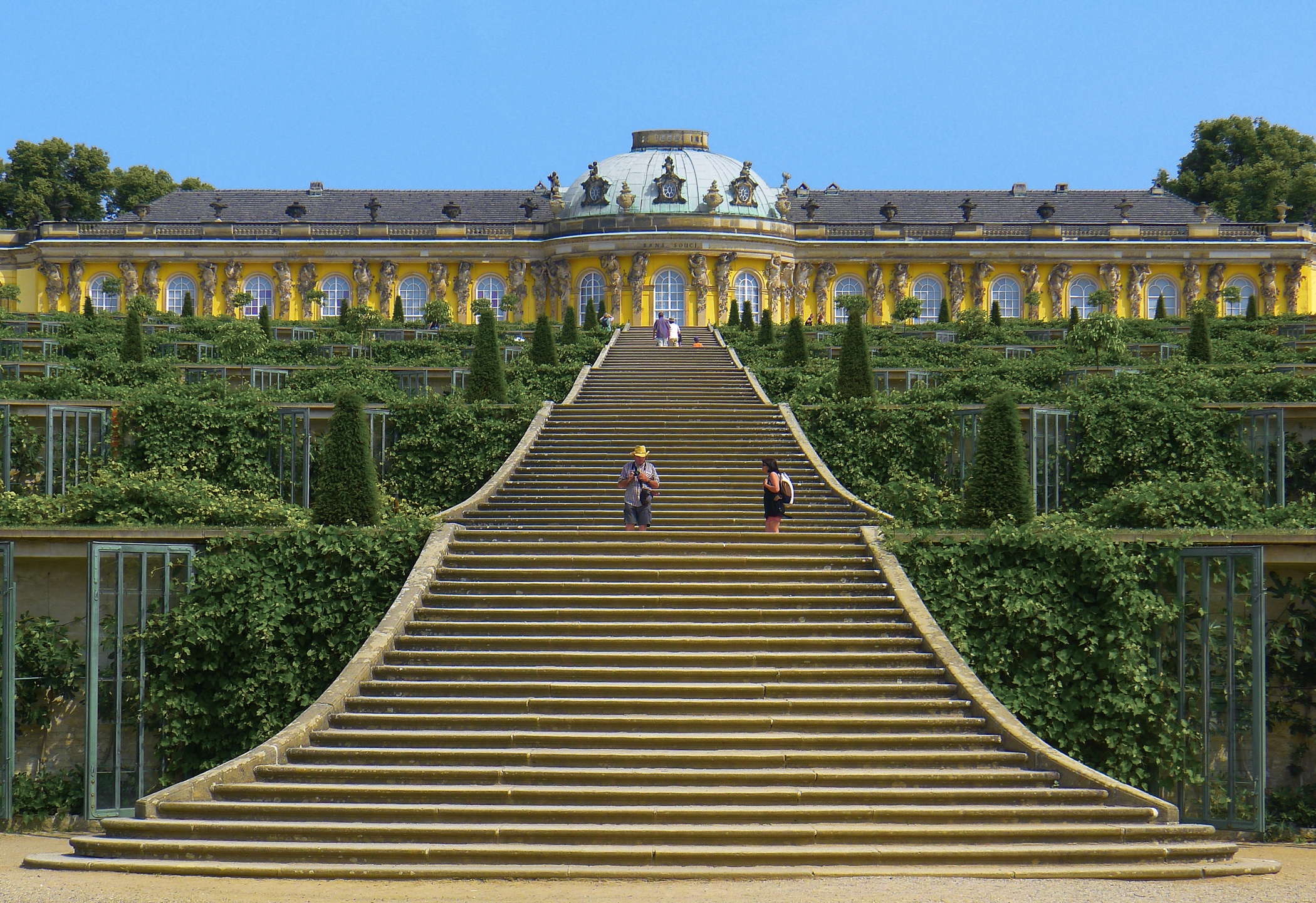
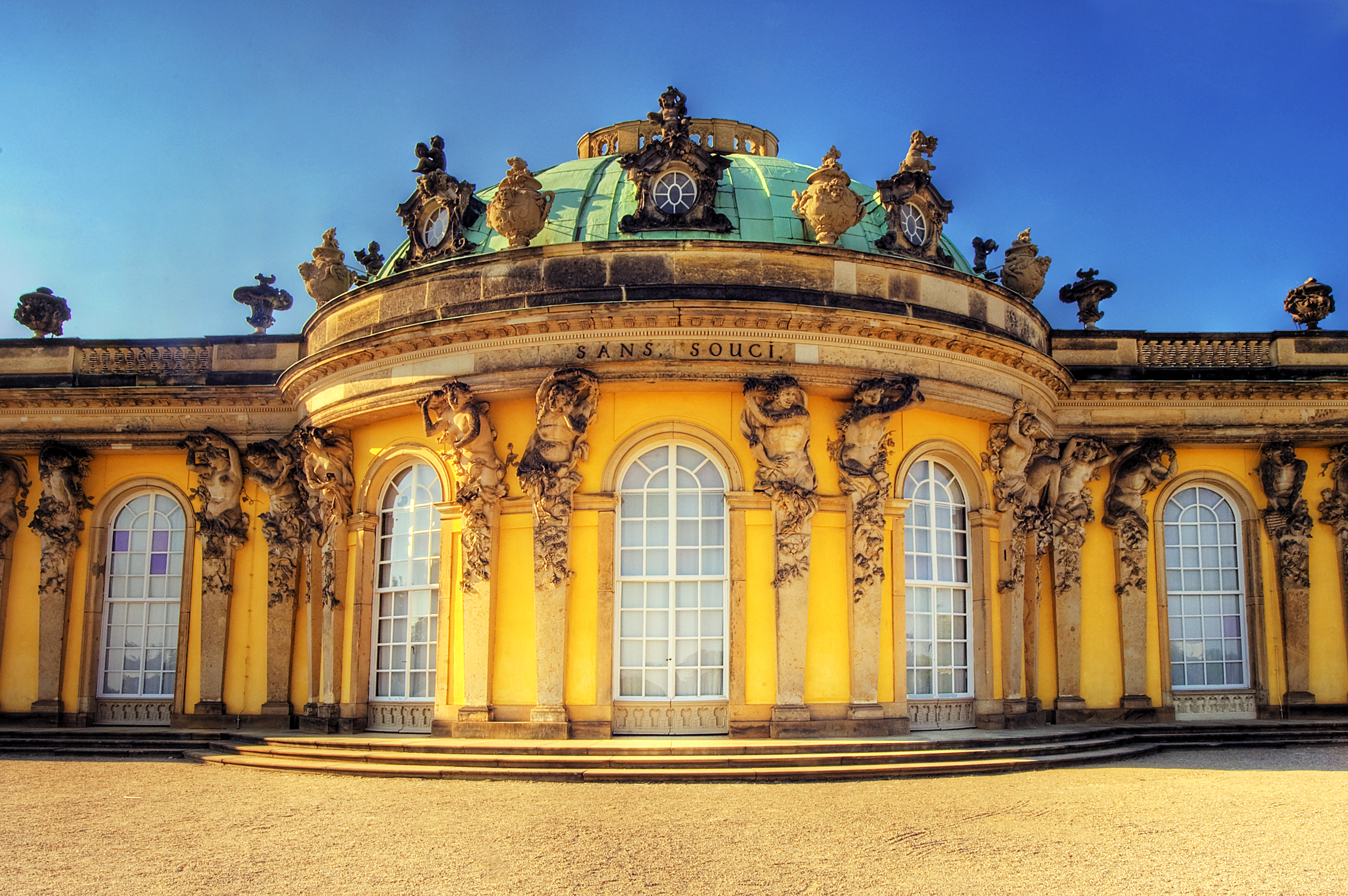

Палац часто називають німецьким суперником Версаля. Хоча Сансусі збудований у скромнішому стилі Рококо та набагато менший, ніж його французький суперник, він широко відомий численними храмами і капризами у парку. Палац спроєктував Георг фон Кнобельсдорф між 1745 і 1747 роками з метою створення приватної резиденції, де король міг би відпочити від церемоній берлінського двору. Це підкреслюється й назвою палацу, що походить від французького словосполучення sans souci — «без турбот» — що показує, що палац є місцем відпочинку, а не центром влади. Фактично палац є великою одноповерховою віллою, він скоріше нагадує Палац Марлі, ніж Версаль. У палаці всього десять головних залів, він збудований на схилі пагорба з терасами в центрі парку. Особистий смак Фрідріха виявляється у дизайні та декораціях палацу, цей стиль отримав назву «Рококо Фрідріха». Сам Фрідріх дуже любив палац та називав його місцем, «що помре з ним». Проте через незгоду з місцем розташування палацу в парку, Кнобельсдорф був звільнений з посади керівника проєкту, і будівництво було проведене під керівництвом голландського архітектора Йоганна Боуманна.
Архітектурний ансамбль тут складався протягом ста років. Регулярний французький парк, що займає величезну площу в 287 га, прикрашений архітектурними спорудами 1744–1860 рр. відноситься до найвідоміших екземплярів садово-паркового мистецтва Німеччини. 1990 року палацовий комплекс Сансусі, який є видатним зразком архітектурної творчості та ландшафтного дизайну, був внесений у список Світової спадщини ЮНЕСКО.

## Коротка історія

### Палац за часів Фрідріха Великого
13 січня 1745 року  Фрідріх Великий видав указ про будівництво заміського будинку в Потсдамі. За його ескізами архітектор Георг Венцеслаус фон Кнобельсдорф створив проєкт майбутнього Сансусі. Кнобельсдорф запропонував Фрідріху звести цокольний поверх, обладнаний погребами, і перенести будівлю до самого краю верхньої тераси, щоб вона добре виглядало з «партеру», але Фрідріх відмовився. Йому було потрібно не представницька будівля, а затишний житловий будинок у стилі рококо, що відповідав би його особистим потребам, де б культура побуту поєднувалася з живою природою. За задумом Фрідріха палац Сансусі мав бути одноповерховим, а цоколем йому мав слугувати сам пагорб. Фрідріх відмовився від довгих сходів, із внутрішніх приміщень він хотів виходити безпосередньо на широку терасу, що веде в сад.
Фрідріх II брав активну участь в процесі будівництва всіх архітектурних споруд як з адміністративної, так і з художньої точки зору. Ескізи створювалися за заданим ним параметрам, до початку будівництва складався попередній кошторис витрат. Роботи починалися тільки з дозволу короля. Він втручався в усі справи і хотів знати все до дрібниць.
Через два роки після початку будівництва, 1 травня 1747 року, попри те, що ще не всі зали палацу були готові, відбулося урочисте відкриття виноградарського палацу. Будівля палацу призначалася винятково для короля і запрошених ним гостей.
Палац Сансусі вважався виключно приватним палацом і не призначався для представницьких цілей. Палац Сансусі — єдиний палац, який не пов'язаний із демонстрацією військової сили. Це приватна резиденція філософа, своєрідний Ермітаж, у якому він оточив себе улюбленими картинами, книгами, собаками, кіньми, людьми.

### Сансусі післясмерті Фрідріха Великого
Після смерті Фрідріха Великого у Пруссії настала абсолютно нова епоха, що змінилися і в архітектурних формах. Із вступом на трон Фрідріха Вільгельма II у Потсдамі та в Берліні набув поширення класицизм. За наказом нового короля в Потсдамі були побудовані Мармуровий палац і Новий сад, а в Сансусі наступник Фрідріха жив лише епізодично до 1790 року. Ще в рік смерті Фрідріха у Сансусі замінили меблі, відремонтували кабінет і спальню короля.
Реконструкція Сансусі була доручена Фрідріху Вільгельму фон Ердмансдорфу. За його проєктом у Сансусі з'явилися перші інтер'єри в стилі класицизму.

### Палац за часів Фрідріха Вільгельма IV
Майже через сто років після того, як був побудований палац Сансусі, на прусський трон обійняв король, Фрідріх Вільгельм IV. Ще будучи принцом, Фрідріх Вільгельм виявляв великий інтерес до замку і парку Сансусі, побудованим його прадідом. Після вступу на престол в 1840 році був відтворений оригінальний інтер'єр палацу, доповнений меблями епохи Фрідріха II. Фрідріх Вільгельм збирався повернути колишній вигляд відремонтованої кімнати короля. Однак цим планам не судилося реалізуватися, оскільки оригінальні ескізи і проєкти не збереглися. На своє колишнє місце в 1843 році вдалося повернутися тільки крісла.
Бічні флігелі палацу Сансусі потребували ремонту, для розміщення придворних бракувало місця, і Фрідріх Вільгельм IV доручив Людвігу Персіусу підготувати проєкт реконструкції Сансусі. Керівництво будівництвом на місці очолив Фердинанд фон Арнім. Із великим архітектурним чуттям були відновлені елементи оформлення фасаду північного боку, які палацу надавали серйозніший репрезентативний характер у порівнянні з легковажнішим фасадом, оберненим у сад. Нове пов'язувалося зі старим із великим почуттям стилю. В оформленні внутрішніх інтер'єрів західного флігеля і раніше використовувався стиль рококо.

### Сансусі з кінця XIXст. дотепер
Після смерті останньої його мешканки королівської крові палац Сансусі був перетворений у музей і тим самим став одним із перших палаців-музеїв у Німеччині. Після Першої світової війни і ліквідації монархії виноградний палац в 1927 році був довірений Управлінню державних музеїв і садів. І комплекс Сансусі був відкритий доступ публіки.
Після початку бомбардувань Берліна під час Другої світової війни в 1942 році з міркувань безпеки особливо цінні предмети мистецтва з потсдамських і берлінських палаців були вивезені на зберігання. Будівля палацу вціліла, хоча під час боїв, що відбувалися з північного боку палацу між під'їздом до нього та історичним млином, згоріла галерея з вітряком.
Після Другої світової війни велика частина фондів, укритих у Райнсберзі, були вивезені як «трофейне мистецтво» в Радянський Союз і були повернуті в НДР в 1958 році. Виявлені в Бернтероді предмети мистецтва спочатку були передані в 1957 році до замку Шарлоттенбург у Західному Берліні. Після об'єднання Німеччини у вересні 1992 року зібрання книг Фрідріха Великого повернулося з палацу Шарлоттенбурґ на своє колишнє місце в бібліотеку палацу Сансусі, за нею в 1993–1995 роках в Сансусі переїхало 36 мальовничих полотен. 1990 року палацовий комплекс Сансусі, який є видатним зразком архітектурної творчості та ландшафтного дизайну, внесений до списку Світової спадщини ЮНЕСКО.

## Виноградні тераси

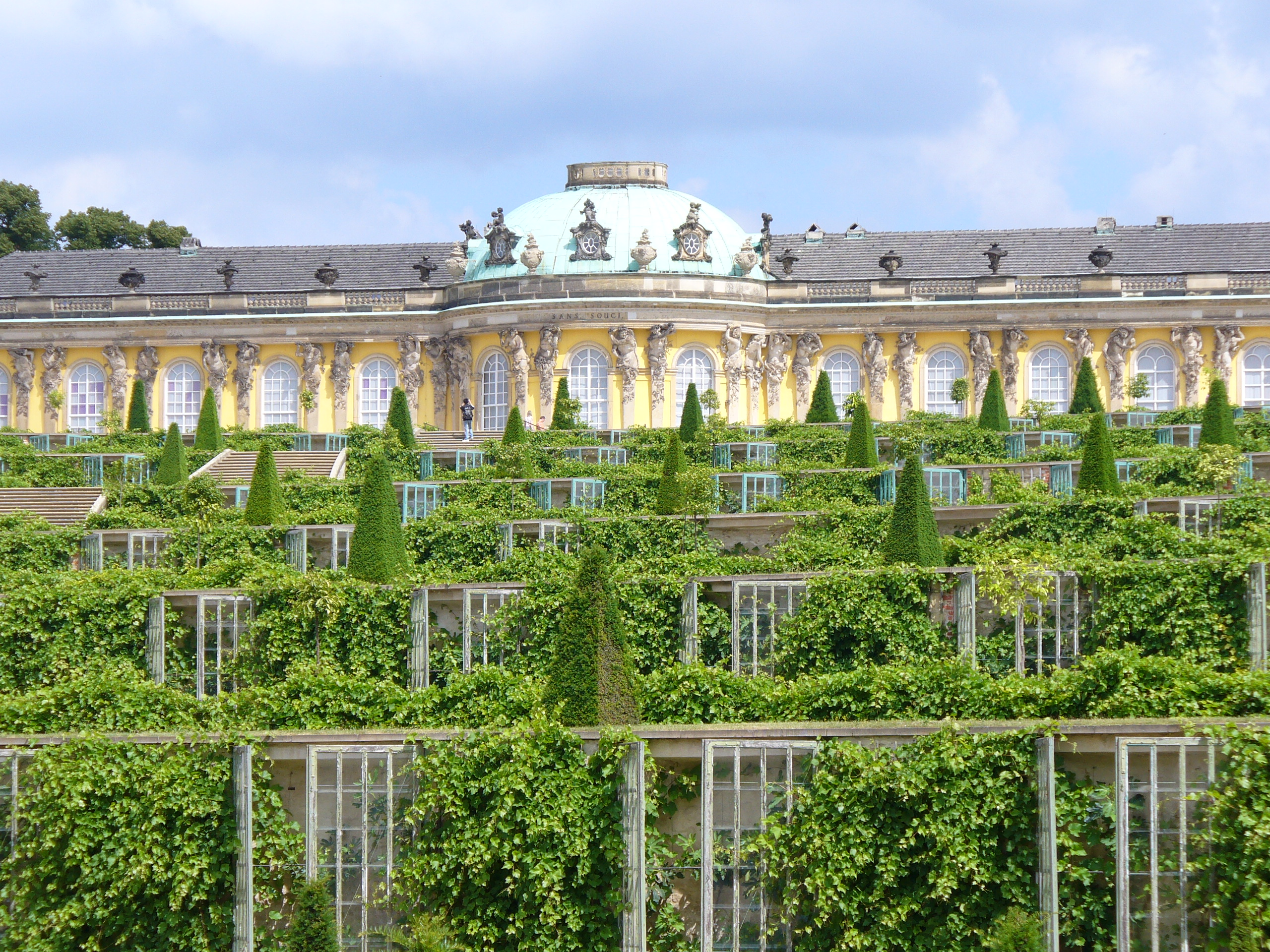
Виноградні тераси

Ідея гармонії між людиною і навколишньою природою знайшла своє відображення в розташуванні і декоративному оформленні палацу Сансусі, що розмістився на вершині виноградного пагорба. Виноградні тераси Сансусі утворюють ядро парку, яке вінчає невеликий замок, який Фрідріх Великий називав своїм «маленьким виноградним будиночком».
Тут на лоні природи, насолоджуючись прекрасними видами з вікон палацу, прусський король проводив літні місяці, віддаючись своїм захопленням і художнім нахилам і займаючись державними справами. Вітряк, що стояв у цій місцевості на пагорбі ще до майбутнього палацу, підкреслював сільську ідилію і був на думку Фрідріха прикрасою Сансусі.
Знамениті види на сади в Сансусі з'явилися завдяки рішенню Фрідріха Великого закласти виноградники на південних схилах Борнштедтських пагорбів. Колись на пагорбах росли дуби. При «королі-солдаті» Фрідріха Вільгельма I дерева вирубали і використовували для зміцнення болотистих ґрунтів у споруджуваному Потсдамі. 10 серпня 1744 року Фрідріх Великий звелів закласти на голих пагорбах виноградні тераси.
Центральна частина шести широких терас, закладених на схилі пагорба, була поглиблена для того, щоб максимально використовувати сонячне освітлення. На стінах терас плелася виноградна лоза, привезена з Португалії, Італії, Франції, а у 168 засклених нішах ріс інжир. Передня частина терас, відокремлена огорожею з фруктових шпалер і прикрашена тисами, засіяна газоном. Центральною лінією на вершину пагорба вели 120 (зараз 132) сходинок, розділені на шість прольотів відповідно до кількості терас, а із двох боків був пагорб, облаштований під'їзною рампою.
Під пагорбом, у партері, у 1745 році був закладений декоративний сад, центр якого в 1748 році зайняв «Великий фонтан». Фрідріх не зміг насолодитися видом фонтану через те, що найняті ним фахівці погано володіли фонтанною справою. З 1750 року чашу фонтану оточують мармурові статуї Венери, Меркурія, Аполлона, Діани, Юнони, Юпітера, Марса і Мінерви, а також алегоричні зображення чотирьох елементів: вогню, води, повітря і землі. Венеру і Меркурія роботи скульптора Жана-Батіста Пигаля і дві скульптурні групи на теми полювання, алегорії повітря і води роботи Ламбера-Сігісбера Адама були подаровані французьким королем Людовіком XV. Решта скульптур були виконані в майстерні Франсуа-Гаспара Адама. Доповнення в так званий «французький рондель» вносилися до 1764 року.

## Архітектура

### Зовнішній вигляд палацу

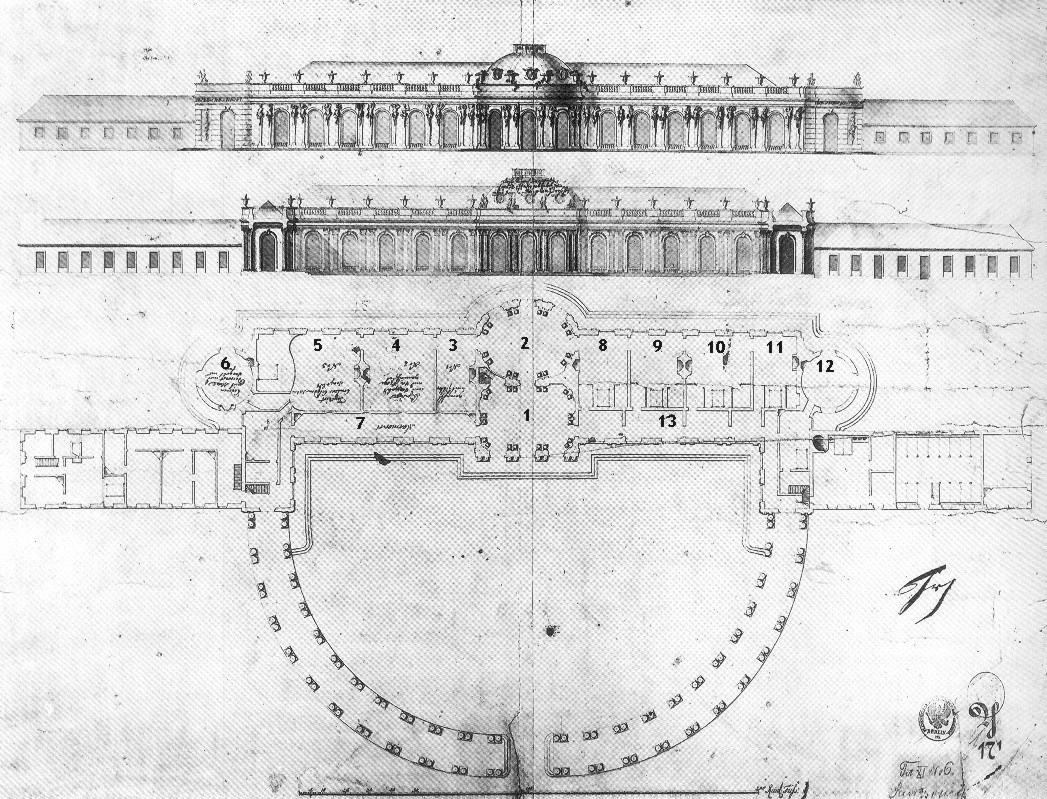
Aufrisse der Hof- und Gartenseite und Grundriss, Baubüro Georg Wenzeslaus von Knobelsdorff, um 1744/45. Raumanordnung: 1 Вестібюль, 2 Мармуровий зал, 3 Кімната для аудієнцій, 4 Кімната для концертів, 5 Майстерня та спальня, 6 Бібліотека, 7 Галерея, 8 Вітальня, 9 Вітальня, 10 Вітальня, 11 Вітальня «Кімната Вольтера», 12 Вітальня «Кімната Ротенбурґа», 13 Кімната для слуг

Через погані відносини з батьком уже в юності майбутній Фрідріх II (1712—1786) мріяв вирватися з Берліна та оселитися в Потсдамі «на природі». Спочатку планувався просто скромний «будинок із виноградником» (частина ескізів Фрідріх робив власноруч). Багато з чим, що пропонував йому придворний архітектор Георг Венцеслаус фон Кнобельсдорф, він був не згоден, і той навіть потрапив на час у немилість. У кінці всіх суперечок за два роки був побудований палац Сансусі, інтер'єри якого вважаються найкращим зразком німецького рококо.
З огляду на характер палацу як приватної резиденції, палац має порівняно невеликі розміри лише 19 кімнат із яких Фрідріх ІІ використовував лише п'ять, але при цьому вирізняється гармонійністю форм і продуманістю деталей характерних для архітектури середини XVIII століття. Цей комплекс, який був побудований за бароковим зразком XVII століття — Версалем, був не тільки призначений для проживання в ньому, а також для публічної презентації політичної та економічної сили монархів, оскільки величина палацу та припалацового парку була значно більша, ніж потрібно було для проживання в ньому людей.
При цьому палац Сансусі є локальним центром архітектурного ансамблю. З правого і лівого боку палац врівноважується будівлями — Картинної галереї та Нового палацу — Гостьовий замок (був побудований після закінчення Семирічної війни для демонстрації могутності Прусії). Своєю чергою по центральній осі палац є центром між регулярним садом (внизу) і штучними руїнами (які спочатку повинні були мати басейн для води з фонтанами регулярного саду).
Сансусі — це одноповерхова будівля жовтого кольору під зеленим куполом зі своїми бічними флігелями займає майже всю ширину самої верхньої тераси комплексу. Довжина головної будівлі із двома круглими частинами з боків становить 292 футів [91,6 м], глибина — 49 футів [15,4 м] та висота становить 39 футів 2 дюйми [близько 12,3 м]. Криті алеї, що приховують бічні флігелі з боку саду, закінчуються двома окремо розташованими сітчастими павільйонами з пишними золотими орнаментами. Завдяки численним скляним елементам у внутрішні приміщення палацу проникає багато світла. Анфіладу кімнат згладжує напівовальна центральна частина, яка злегка відрізняється своїм куполом над плоским двосхилим дахом. Над центральним арковим вікном розташована бронзова назва палацу. У фасаді, що виходить на виноградники між майже вигнутими вікнами від підлоги до стелі, підтримують антаблемент 36 скульптур атлантів, які супроводжують бога Вина. Фігури з піщанику скульптора Фрідріха Крістіана Глума були зроблені у 1746 році на місці будівництва із суцільних кам'яних блоків. Цей скульптор також займався дизайном скульптурного декору на балюстраді, на даху та групами херувимів на купольних вікнах разом зі своїм батьком Йоганном Георгом Глума та скульпторами Йоганном М. Камблом та М. Мюллером.
Грайливо оформлена садова сторона палацу, що різко відрізняється від фасаду північного боку, в архітектурі якого панує ділова строгість. Цей фасад на відміну від напівовальної центральної частини з садового боку є прямокутний ризаліт із плоским односхилим дахом. Замість атлантів і каріатид перекриття підтримують композитні пілястри. Колонади, що відходять від будівлі палацу, оточують півколом парадний на північній частині. 88 коринфських колон у два ряди утворюють криту галерею. Як і південний фасад палацу, її прикрашає балюстрада, прикрашена вазами з піщанику.

### Внутрішній вигляд палацу
Головна алея (близько 2,5 км) тягнеться від порталу до Нового палацу (Neues Palais) і ділить парк на дві частини. Недалеко від входу біля Головної алеї розташований грот Нептуна (Neptungrotte), виконаний у стилі бароко, — остання будівля, яке спроєктував Г. В. Кнобельсдорф, зведена вже після його смерті. Трохи далі посеред алеї красується Великий фонтан, від якого до палацу Сансусі, обрамляючи широкі сходи, піднімаються шість терас, засаджених виноградними лозами. Статуї Венери і Меркурія — копії робіт Жана Батіста Пигаля (1714—1785).
Палац зовсім не побудований відповідно до принципів французького заміського будинку (фр. Maison de plaisance). Порівняння планів другого (житлового) поверху Берлінського міського палацу з боку площі у плануванні Андреаса Шлютера з планом палацу Сансусі показує, що саме Берлінський міський палац був основою планування Сансусі (так, так званий «Зоряний зал» виконував у Берлінському варіанті роль центрального залу, в палаці Сансусі прямокутний зал був вестибюлем, своєю чергою центральним залом був овальний зал). Галерея з боку двору в Берлінському палаці була замінена у варіанті Сансусі службовими приміщеннями з гостьових кімнат і галереєю з боку парадного двору. Приблизно однакова кількість осей: трьохосевий центральний ризаліт і п'ять вікон у Берлінському варіанті, шість вікон у потсдамському варіанті. Також, як у Берлінському палаці, фасад оснащений двома напівбаштами, також і фасад Сансусі був оснащений двома круглими приміщеннями. Однак крім плану, який Фрідріх Великий запозичив у Берлінського палацу, все інше було запозичено в палацу в Райнсберзі, оскільки Сансусі в деякому роді реінкарнація і переосмислення палацу в Райнсберзі. Палац у Райнсберзі також має дві круглі вежі (в одній містилася кругла бібліотека-кабінет, той самий принцип повторюється в Сансусі) та колонаду між цими баштами (ця колонада повторюється у видозміненому вигляді в парадному дворі палацу Сансусі).
Будучи приватною, а не парадною резиденцією монарха, який жив, як філософ, палац, незважаючи на заперечення фактичного будівельника палацу — Георга Венцеслауса фон Кнобельсдорфа, був побудований без цокольного поверху, що дозволяло легко потрапити з приміщень одразу в сад. Тут поняття людини і природи були неподільні. Навіть у музичній залі палацу стеля імітувала садову альтанку, де по центру була імітована павутина і було кілька золотих павуків. Однак ця близькість до саду і відсутність підвалу призвели до того, що приміщення в палаці були в деякому відношенні хворобливими, що з часом призвело до загострення хвороби Фрідріха. Його «квартира» в Новому палаці була також на рівні землі (партеру).
Фрідріх Великий детально пропрацював оформлення інтер'єрів. Художники Йоганн Наль, брати Йоганн Міхаель і Йоганн Крістіан Гоппенгаупті, Генріх Вільгельм Шпіндлер і Йоганн Мельхіор Камбла створили багато творів мистецтва у стилі рококо для Сансусі за ескізами Фрідріха Великого.
Фрідріх, монарх і людина, були дві різні людини, що виражалося в тому, що як монарх Фрідріх будував розкішні палаци та оточував себе виключно дорогими речами (як приклад — маленька деталь, яка не відразу впадає в очі — цифри циферблата годинника в його в Новому палаці викладені з діамантів), оскільки це свідчило про могутність і престиж держави, але як людина при цьому задовольнявся лише солдатським ліжком, яке різко контрастувало з інтер'єром розкішної спальні палацу Сансусі, або старим військовим мундиром із протертими від старості дірками і слідами тютюну.
Центральне місце в палаці Сансусі займають вестибюль (північна сторона палацу) і обернений до саду мармуровий зал (південна сторона палацу). У західній частині палацу розмістилися п'ять гостьових кімнат, а у східній — королівські апартаменти, що складаються із залу аудієнцій, концертного залу, кабінету і спальні, бібліотеки і довгої галереї на північній стороні. Вестибюль продовжує стриману атмосферу парадного двору з його колонадою. Стіни вестибюля ділять десять пар композитних колон із білого мармуру і прикрашених позолоченими підставками та капітелями. Вони стикаються з коринфськими пілястрами, які трохи виступають  від стіни. Три французьких вікна на стороні виноградника мають три плоских круглих скручені ніші  з дверима на протилежній стороні. Три декоративних композиції, розташованих над трьома дверима зроблені на тему бога вина і нагадують про те, що палац розташований біля винограднику. Сувору елегантність порушує лише розмальована стеля. На стелі показана римська богиня Флора з своїми геніями, які посипають квіти і плоди з неба. Картина була створена в 1746 році шведським художником Йоганом Гарпером.
Мармуровий зал із пишним золотим куполом і стельовими вікнами на його вершині є парадним залом палацу. Зразком для нього Фрідріху Великому слугував римський Пантеон. Парні колони і мозаїка підлоги виконані в цьому залі з високоякісного мармуру з Каррари і Сілезії. Поєднання слів «Пантеон» і «сілезький мармур» є ключовими до розуміння ідейного сенсу цього приміщення. Використання сілезького мармуру підкреслювало приєднання Сілезії до складу Прусської держави. У свою чергу, тема римського Пантеону, як храму всіх богів, символізувала для Фрідріха тему толерантності в державі. Можна сказати, що купол — це лейтмотив узагалі всіх фрідеріанських будівель. Уперше купол і тему Пантеону ми бачимо в соборі святої Гедвіґи, який був побудований у центрі Берліна поруч з оперним театром. Прусський двір того часу був кальвіністським, але Сілезія, як колишня австрійська провінція, була католицька. Фрідріх дотримувався думки, що в його королівстві кожен може рятувати свою душу на свій власний розсуд та дотримувався толерантності. Купол був також зведений над новоспорудженим Берлінським собором. Бібліотека в Райнсберзі, Сансусі і його кабінет в Берлінському палаці були також круглими. Куполом увінчані і картинна галерея в Сансусі й аналогічною зовнішньою конструкцією — Новий палац. Також купол має і Новий палац, не кажучи вже про те, що навіть проїзна арка Нового палацу теж має купол.
У двох нішах є скульптури французького скульптора Франсуа Гаспара Адама: Венера, богиня природи і життя, і Аполлон, бог мистецтв. Аполлон тримає в руках відкриту книгу «Про природу речей» Лукерія. Текст відкритий на сторінці, де є девіз палацу: te sociam studeo scribendis versibus esse / quos ego de rerum natura pangere conor.
Будь же пособниця мені при створенні цієї поеми, / Що про природу речей тепер я написати збираюся.
Сусіднім з мармуровим залом є зал аудієнцій, який використовувався як їдальня. Його вигляд визначають численні полотна французьких художників XVIII ст.: Жана-Батиста Патера, Жана-Франсуа де Труа, П'єра-Жака Каза, Луї де Сильвестра, Антуана Ватто. На стельовій картині «Зефір увінчує Флору» придворного художника Антуана Пена зображені бог вітру і богиня квітів. Фрідріх II і «Безтурботний Палац».
У концертному залі найбільш яскраво виявляється характерна для рококо велика кількість декоративних деталей. Орнаментом із мотивом у вигляді стилізованої асиметричної раковини прикрашені стіни і стеля і обрамлені настінні дзеркала і фрески Антуана Пена. Дерев'яна обшивка виконана скульптором і декоратором Іоганном Міхаелем Гоппенгауптом Старшим. Рояль — це робота Готфріда Зільбермана 1746 року і пюпітр для нот Фрідріха Великого, виконаний скульптором-декоратором Мельхіором Камбла в 1767 році, красномовно говорять про призначення приміщення. Святкову атмосферу залу під час королівського концерту точно передає картина Адольфа фон Менцеля «Флейтовий концерт у Сансусі», де Фрідріх Великий грає на поперечній флейті, йому акомпанує Карл Філіпп Емануель Бах, син Йоганна Себастьяна Баха. Саме в цьому приміщенні 7 травня 1747 року відбулася музична зустріч двох геніїв — Йоганна Себастьяна Баха і Фрідріха Великого. Під час цієї зустрічі король попросив Баха зіграти фугу на тему, яку підготував особисто Фрідріх. Бах блискуче зімпровізував триголосну фугу. Бах пізніше склав шестиголосу фугу (т.зв. Ricercar a 6 voci) і ряд інших творів із використанням «королівської теми» (thema regis).
Зовсім іншу картину являє собою переобладнані в 1786 році Фрідріхом Вільгельмом фон Ердмансдорфом кабінет і спальня Фрідріха Великого. Тут панує прямий і суворий класицизм. Оббивка стін із зеленого шовку з позолоченим різьбленням по дереву поступилася місцем також зеленій оббивці, але вже без декоративного різьблення. Позолочені стельові орнаменти з гіпсу були зняті і замінені мальовничим колом, навколо якого згруповані знаки зодіаку. Приміщення поділяється на дві частини двома високими іонічними колонами на постаментах, які замінили багато прикрашений парапет. У середині XIX ст. інтер'єр був доповнений відсутніми елементами меблів фрідеріціанської епохи і мальовничими портретами, а також письмовим столом Фрідріха і кріслом, у якому він помер. Спочатку спальня в Сансусі була запланована як копія спальні з Потсдамського міського палацу з балюстрадою. На сьогоднішній день з оригінального фрідеріціанської обстановки залишився тільки портал каміна. Зображення спальні за життя Фрідріха не збереглися, проте при переробці інтер'єру в кінці XVIII століття багато ліплених деталей не були остаточно сколоті і при проведених у XIX столітті дослідженнях поверхонь стін дозволило детально точно відновити вигляд спальні, який існував у фрідеріціанський період.
Приміщення бібліотеки є одним з найгарніших і гармонійних приміщень у стилі рококо, які колись були створені. Кругла кімната поза анфіладою залів практично захована в кінці королівських апартаментів, а з кабінетом і спальнею короля її пов'язує вузький коридор, що підкреслює її приватний характер. Тут «філософ із Сансусі» міг сховатися. Оббиті кедровими панелями стіни і книжкові стелажі з кедрового дерева додають закінченість інтер'єру приміщення. Гармонійне поєднання коричневого з золотом пишних орнаментів забезпечує в бібліотеці спокійну атмосферу. Використання кедра мало таємний сенс: цим деревом був оброблений храм Соломона в Єрусалимі. Храм Соломона був наріжним поняттям для так званих вільних каменярів, до числа яких свого часу належав король. Своєю чергою Соломон був знаменитий своєю мудрістю.
У бібліотеці зберігається близько 2100 томів давньогрецької і давньоримської поезії та історичних праць французькою мовою, а також французької літератури XVII і XVIII ст., у тому числі твори поета і філософа Вольтера. Фрідріх тримав по бібліотеці в кожному своєму палаці — Сансусі, у Потсдамі, Новий палац, Бреслау, у Берліні і в Шарлоттербурзі. У кожній бібліотеці були абсолютно ідентичні книги, більш того, усі вони були розставлені ідентично.
З боку від парадного двору розташована галерея. У стіні вузького витягнутого приміщення з внутрішньої сторони влаштовані ніші з мармуровими скульптурами давньогрецьких і давньоримських богів, а зовнішню стіну з п'ятьма вікнами прикрашають дзеркала. Ніші чергуються з картинами Миколи Ланкре, Жана-Батіста Патера та Антуана Ватто, чиї роботи монарх особливо цінував.
Із заходу до мармурового залу примикають п'ять гостьових кімнат. Завдяки двом іменним кімнатах достовірно відомо, що привілеєм проживання в Сансусі користувалися близьке довірена особа короля — граф фон Ротенбурґ, який проживав у палаці аж до своєї смерті в 1751 році, і філософ Вольтер, який проживав тут улітку під час свого перебування в Потсдамі в 1750–1753 роках. Його присутність у Сансусі увічнене на картині Адольфа фон Менцеля «Круглий стіл у Сансусі». У засіданнях круглого столу брали участь дипломати, офіцери, письменники та філософи.
У західному крилі палацу розташована кімната Ротенбурга, вона також не входить в анфіладу залів. Решта кімнат палацу — це  гостьові кімнати, які утворюють «подвійні апартаменти», обладнані ліжковими нішами в округлій стіні навпроти вікон.
Кімната Вольтера вирізняється декоративністю оформлення. Її друга назва — «квіткова кімната». Вона пофарбована в жовтий колір із  дерев'яним облицюванням стін прикрашена різнокольоровим дерев'яним різьбленням у вигляді мавп, папуг, журавлів, лелек, фруктів, квітів, квіткових гірлянд (роботи Йоганна Крістіана Гоппенгаупта Молодшого 1752–1753 років).

### Парк Сансусі
Палацовий комплекс у Потсдамі, біля Берліна, колишня літня резиденція прусського короля Фрідріха II. Палац часто називають німецьким суперником Версаля. Хоча Сансусі збудований у скромнішому стилі Рококо та набагато менший, ніж його французький суперник, він широко відомий численними храмами та капризами в парку. Палац спроєктував Ґеорґ фон Кнобельсдорф між 1745 і 1747 роками з метою створення приватної резиденції, де король міг би відпочити від церемоній берлінського двору.
Після того, як були закладені тераси виноградників і добудований палац, настав час облаштування навколишнього середовища палацу, де був створений бароковий декоративний сад з газонами, квітковими клумбами і деревними насадженнями. Квадратами були висаджені 3000 фруктових дерев. Апельсини, дині, персики і банани росли в численних садових парниках. Про декоративність і утилітарність садів говорять богині Флора і Помона, що прикрашають портал з обеліском з східного входу в парк.

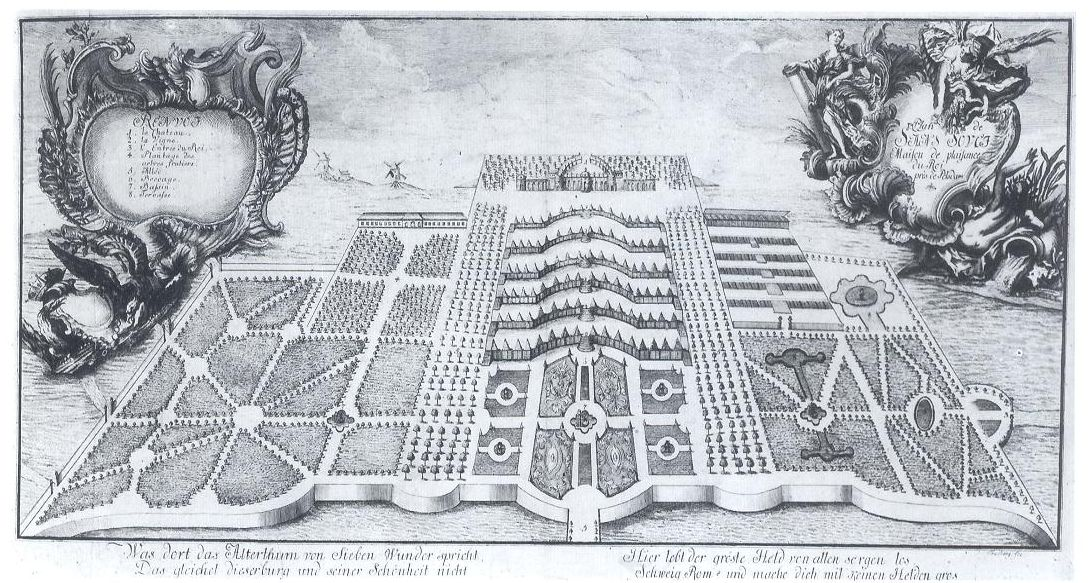
Plan de Sans Souci, um 1746. Vermutlich die früheste Ansicht von Sanssouci

Недалеко від фонтану був кухонний сад, закладений за наказом Фрідріха Вільгельма I ще в 1715 році та іронічно званий своїм господарем «мій Марлі», асоціюючи його з витонченим садом Марлі-ле-Руа, закладеного за наказом французького короля Людовика XIV.
Після зведення в парку інших будівель в ньому з'явилася пряма як стріла головна алея довжиною в 2,5 км. Свій початок вона бере на сході від зведеного в 1748 році обеліска і закінчується при вході до Нового палацу на заході. На рівні побудованої в 1764 році картинної галереї та Нових палат, побудованих з боків від палацу в 1774 році, алея розкривається до ротонди з фонтанами, оточеними мармуровими скульптурами. Від цього місця серед високого чагарнику променями розходяться доріжки, що ведуть в різні боки парку.
В оформленні парку Сансусі Фрідріх Великий слідував ідеї, вже втіленої в Нойруппіні і Райнсберзі. Ще під час свого перебування в Нойруппіні, де будучи принцом в 1732–1735 роках він командував полком, Фрідріх наказав закласти у своїй резиденції декоративно-утилітарний сад. Вже тут він відмовився від класичного барокового оформлення саду в виключно репрезентативних цілях за зразком Версаля і об'єднав прекрасне з корисним, посадивши на декоративних клумбах дерева.
Фрідріх Великий вкладав великі гроші в систему фонтанів парку Сансусі, оскільки фонтани були невіддільною частиною барокового саду. Однак фонтани, як і побудований в 1757 році грот Нептуна в східній частині парку, не використовувалися за своїм призначенням. У майстрів, найнятих Фрідріхом, бракувало професійних знань, щоб домогтися напору води у фонтанах.
Лише через сто років ця проблема була вирішена за допомогою сили пари. У жовтні 1842 року почала працювати побудована Августом Борзіга парова установка в 81,4 кінських сили, що змусила бити «Великий фонтан» біля підніжжя виноградного пагорба на висоту 38 м. Спеціально для цієї парової машини в бухті Хафель на замовлення Фрідріха Вільгельма IV Людвігом Персіусом була побудована насосна станція У формі турецької мечеті з трубою у формі мінарету.
За кілька років до цього Фрідріх Вільгельм III придбав земельну ділянку на південь від парку Сансусі і подарував його на Різдво 1825 року своєму синові. На місці колишньої поміщицької садиби архітектори Карл Фрідріх Шинкель і Людвіг Персіус звели палац Шарлоттенгоф. Пітеру Йозефу Ленне було доручено оформлення саду. За прикладом декоративно-утилітарного саду часів Фрідріха Великого садовий архітектор перетворив рівну, місцями болотисту місцевість у відкритий ландшафтний парк. Завдяки великим лугам з Шарлоттенгофа відкрилися чудові види на Римські копальні і Новий палац з Храмом дружби часів Фрідріха Великого. Вільно розміщені групи дерев'яних насаджень пожвавлюють простори парку, на південно-східній частині в якій був створений штучний ставок. Ґрунт з нього використався для створення  навколишньої території — плавних пагорбів, на вершинах яких перетинаються паркові доріжки.

### Інші споруди парку
Завдяки Фрідріху Великому і Фрідріху Вільгельму IV в XVIII і XIX ст. і їх архітекторам, скульпторам, художникам, декораторам і садівникам навколо виноградних терас і палацу Сансусі з'явився комплекс творів архітектури та садового мистецтва. Історичний парк Сансусі площею в 290 га і загальною довжиною паркових доріжок в 70 км.
При Фрідріха Великого в парку і на прилеглій до нього горе Клаусберг з'явилися крім палацу Сансусі:
- Картинна галерея;
- Нові палати;
- Грот Нептуна;
- Китайський чайний будиночок;
- Новий палац і Комуни;
- Храм дружби;
- Античний храм;
- Ансамбль штучних руїн на горі Руіненберг;
- Бельведер на горі Клаусберг;
- Будиночок з драконами на горі Клаусберг.

Фрідріх Вільгельм IV прикрасив парк Сансусі і додав до нього частину парку Шарлоттенгоф спорудами:
- палац Шарлоттенгоф;
- Фріденскірхе (церква) і прилеглі до неї будови;
- Оранжерейний палац (інакше Нова оранжерея) на горі Клаусберг.